# SSIF Panoramatriebzug

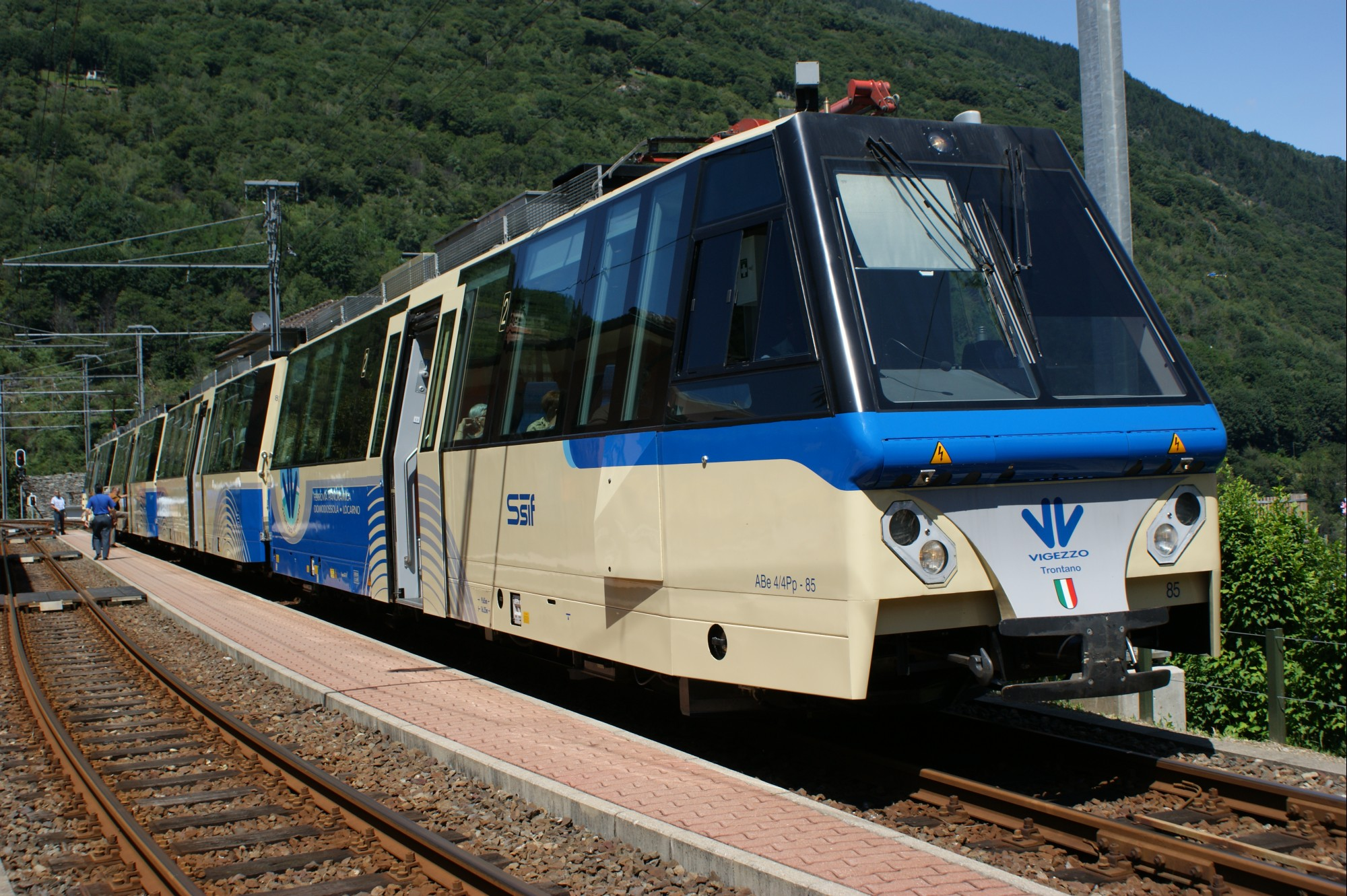
Der als ABe angeschriebene Zweitklasstriebwagen 85 am 22. Juli 2008 vor 89, 812 und 86 im Bahnhof Intragna

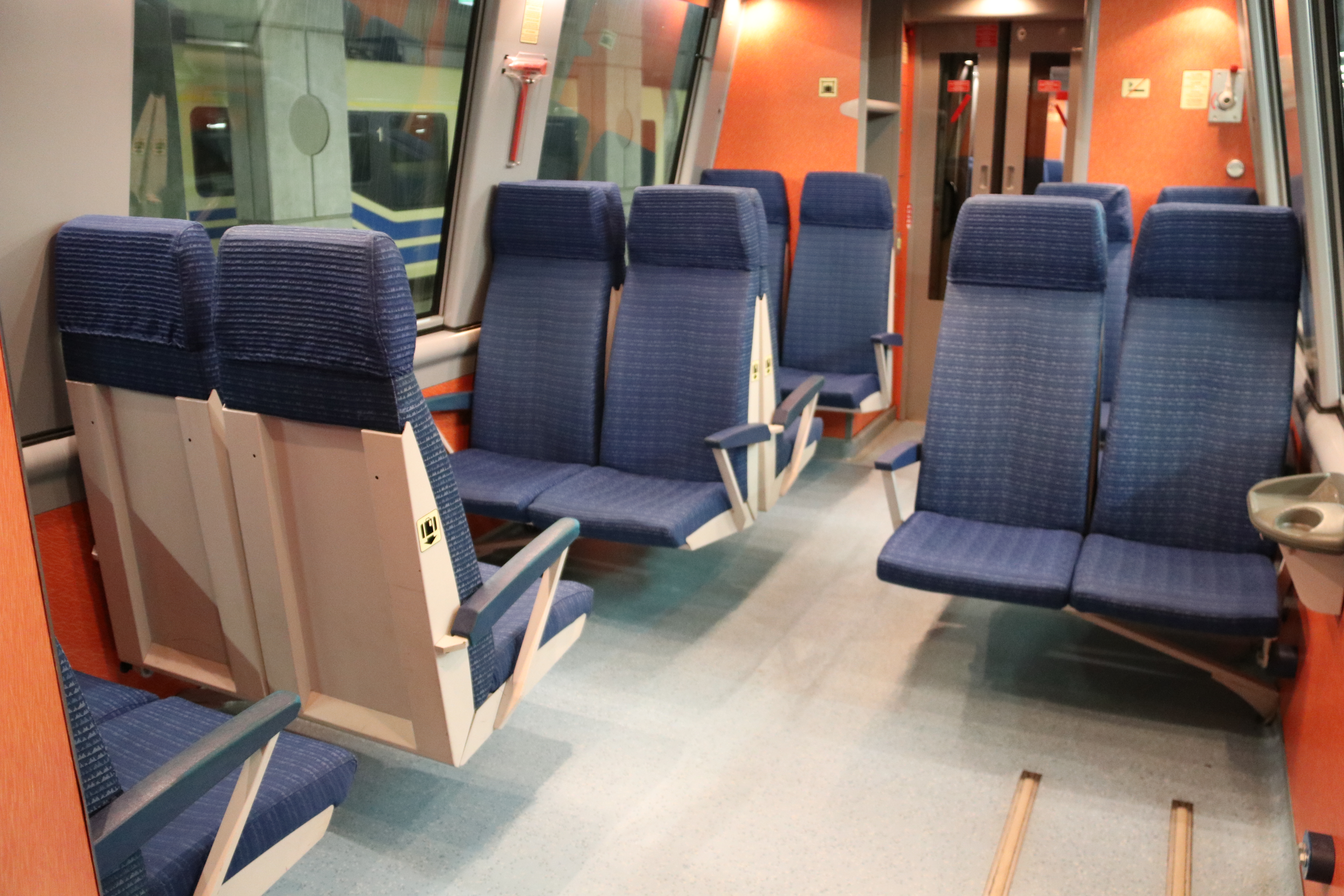
2.-Kl.-Abteil des ABe 81

Die Panoramatriebwagen ABe 4/4 Pp und Be 4/4 Pp und Be 4/4 Pi mit den Nummern 81–89 und 810–810 sind dreiteilige Panoramatriebzüge der italienischen Società subalpina di imprese ferroviarie (SSIF) für den Einsatz auf der Centovallibahn.

## Anschaffung und Einsatz
2004 bestellte die SSIF bei den Officine Ferroviaire Veronesi und Skoda drei neue dreiteilige Panoramatriebzüge, die aber noch während der Planung in vierteilige Kompositionen geändert wurden. Diese wurden im Verlauf des Jahres 2007 abgeliefert und bestehen aus folgenden Fahrzeugen:
- Endtriebwagen Seite Domodossola: ABe 4/4 Pp 81 "Domodossola", 83 "Masera", 85 "Trontano"
- Endtriebwagen Seite Locarno: Be 4/4 Pp 82 "Toceno", 84 "Craveggia", 86 "Villette"
- Mitteltriebwagen: Be 4/4 Pi 87, 88, 89
- Zwischenwagen (nicht angetrieben): Rimorchiata P 810, 811, 812

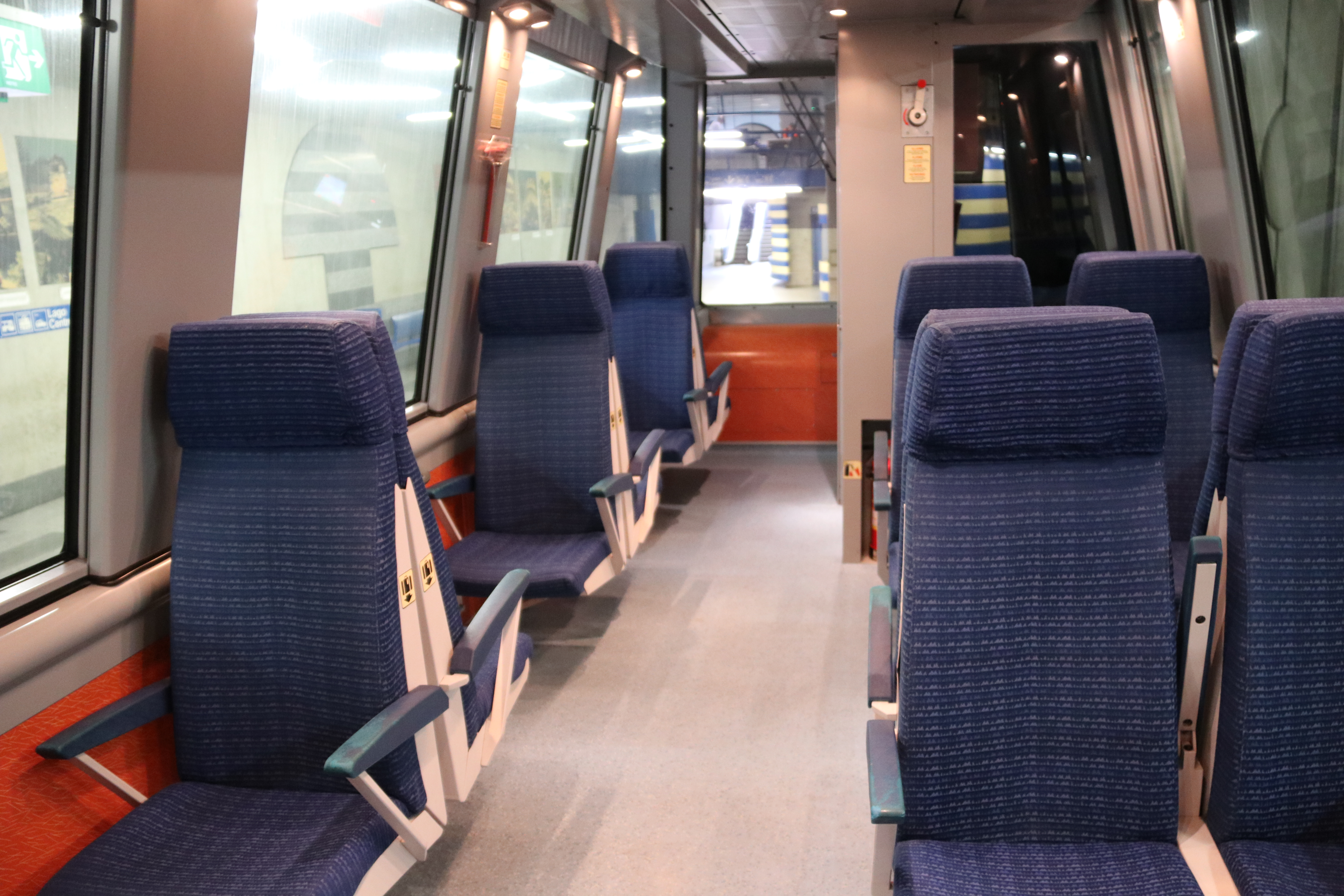
1.-Kl.-Abteil des ABe 83

Die Typenbezeichnungen ABe und Be stimmten nicht immer mit der tatsächlich vorhandenen Wagenklasse überein. Die Kompositionen waren im Juli 2008 wie folgt formiert:
- 83 - 87 - 810 - 82  1. Klasse Seite Domodossola (Wagen 83)
- 81 - 88 - 811 - 84  1. Klasse beidseitig (je im Endabteil von Wagen 81 und 84)
- 85 - 812 - 89 - 86  1. Klasse Seite Locarno (ganzer Wagen 86)

Im April 2019 war die erste Klasse einheitlich im Endabteil des ABe 4/4 Seite Domodossola angeordnet. Die Zuordnung der Fahrzeuge zu den Kompositionen war gleich.
- 83 - 87 - 810 - 82
- 81 - 88 - 811 - 84
- 85 - 89 - 812 - 86

Die beiden Mittelwagen haben 51 Sitzplätze, der End-Be 54 Sitzplätze. Im ABe finden sich 17 Plätze 1. Klasse und 16. Plätze 2. Klasse (ursprünglich 19 Plätze und noch so angeschrieben). Die 1. Klasse weist dieselben Sitze und denselben Sitzabstand auf wie die 2. Klasse, hingegen sind zwischen den Doppelsitzen Armlehnen angebracht und auf einer Seite nur Einzelsitze angeordnet, wodurch der Mittelgang breiter wird.
Diese Fahrzeuge werden in der Sommersaison normalerweise als drei fest zusammengestellte Kompositionen ABe - Be - Rimorchiata - Be eingesetzt; sie führen – sofern verfügbar – je ein Zugpaar Domodossola–Locarno–Domodossola.
Als Reservetriebzug wurde der 2006 zum Panorama-Triebwagen umgebaute ABe 8/8 24 "Vigezzo" eingesetzt. Der Unterbau wurde revidiert, und der Wagenkasten wurde durch einen Neubau ersetzt, der sehr ähnlich wie die Neubau-Fahrzeuge aussieht. Da sein Platzangebot wesentlich kleiner ist als in den neuen Zügen, wurde erforderlichenfalls zusätzlich ein ABe 4/6 eingesetzt, da mit unterschiedlicher Kupplung versehen als Vor- oder Nachläufer. Seit mindestens 2019 ist der Triebwagen 24 defekt abgestellt.

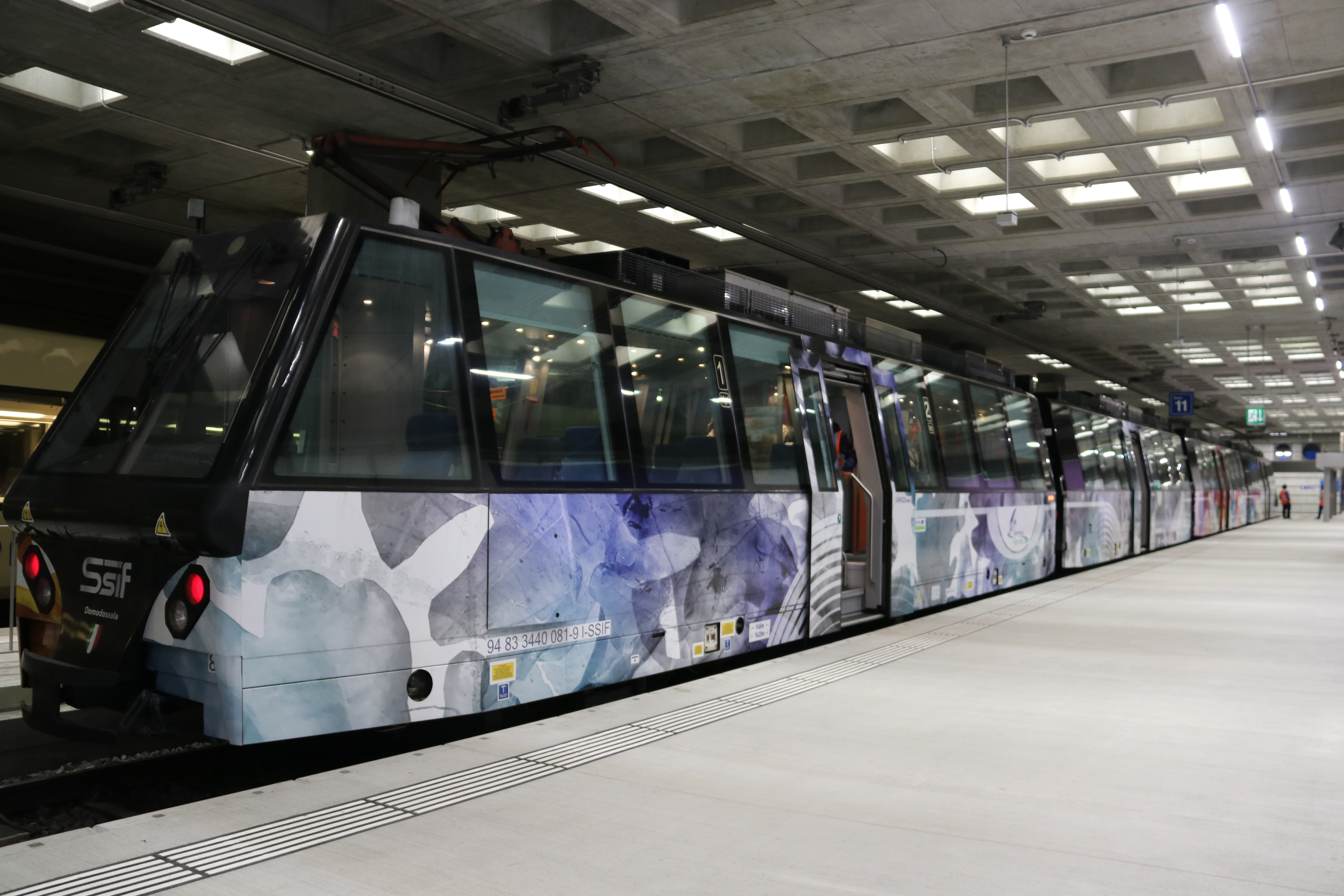
Zug 81-88-811-84 mit Jubiläumsdesign am 5. April 2024 in Locarno

Nach einer Entgleisung im Frühjahr 2023 mussten die Drehgestelle überarbeitet werden, wozu die Züge außer Betrieb genommen wurden. Ab Oktober 2023 begann der Einsatz der ersten Fahrzeuge wieder, bis zu Ostern 2024 war aber nur der Zug 81-88-811-84 im Einsatz. Dieser Zug erhielt ein Sonderdesign zum 100-jährigen Jubiläum der Vigezzina/Centovallina (1923–2023).

## Technik und Einsatz
Die Fahrzeuge haben einen Drehzapfenabstand von 9,65 m und eine Länge über Puffer von 15,55 m bzw. 16,25 m für die Endtriebwagen. Der Drehgestellachsstand beträgt 1880 mm. Der ganze Zug ist 63,60 m lang und damit 20 cm kürzer als eine Doppeltraktion von zwei ABe 4/6. Der Zug hat sechs Triebdrehgestelle und zwei Laufdrehgestelle. Die Drehstrom-Asynchronfahrmotoren haben eine Dauerleistung von 85 kW.
| Typ              | Wagen | Nummer SSIF | EVN              | Name          | Bemerkung | Ausrangierung |
| ---------------- | ----- | ----------- | ---------------- | ------------- | --------- | ------------- |
| ABe 4/4 Pp       | Mp1   | 81          | 94 83 3440 081-9 | "Domodossola" |           |               |
| ABe 4/4 Pp       | Mp1   | 83          | 94 83 3440 083-5 | "Masera"      |           |               |
| ABe 4/4 Pp       | Mp1   | 85          | 94 83 3440 085-0 | "Trontano"    |           |               |
| Be 4/4 Pp        | Mp2   | 82          | 94 83 4440 082-5 | "Toceno"      |           |               |
| Be 4/4 Pp        | Mp2   | 84          | 94 83 4440 084-1 | "Craveggia"   |           |               |
| Be 4/4 Pp        | Mp2   | 86          | 94 83 4440 086-6 | "Villette"    |           |               |
| Be 4/4 Pi        | Mi    | 87          | 94 83 6440 087-9 |               |           |               |
| Be 4/4 Pi        | Mi    | 88          | 94 83 6440 088-7 |               |           |               |
| Be 4/4 Pi        | Mi    | 89          | 94 83 6440 089-5 |               |           |               |
| B4 Rimorchiata P | R     | 810         | 94 83 0400 810-5 |               |           |               |
| B4 Rimorchiata P | R     | 811         | 94 83 0400 811-3 |               |           |               |
| B4 Rimorchiata P | R     | 812         | 94 83 0400 812-1 |               |           |               |

Die Zusatzbezeichnungen wie Pp waren ursprünglich mit der Typenbezeichnung und der Nummer am Fahrzeug angeschrieben. Seit der Zuteilung von zwölfstelligen EVN ist nur noch diese angeschrieben, zusätzlich unter der Klassenbezeichnung die Wagen-Bezeichnung Mp1, Mi, R und Mp2.